# 科羅拉多斯龍屬
科羅拉多斯龍屬（學名：Coloradisaurus）是大椎龍科恐龍的一屬，生存於三疊紀的阿根廷。
正模標本（編號PVL 5904）是一個接近完整的頭顱骨。化石發現於洛斯科洛拉多斯組（Los Colorados Formation）的上層。科羅拉多斯龍的化石所處地層，地質年代可追溯至諾利階，距今約2億2700萬-2億1300萬年前。
模式種是短體科羅拉多斯龍（C. brevis），是在1978年由何塞·波拿巴正式描述、命名，最初被命名為Coloradia，但這個名稱已被一種蛾所用，所以在1983年由大衛·蘭伯特（David Lambert）改成現名。
科羅拉多斯龍的化石有可能是鼠龍的成年標本。根據近年的數個親緣分支分類法研究，科羅拉多斯龍屬於大椎龍科，比冰河龍與祿豐龍構成的演化支還原始。

## 外部連結
- 恐龍博物館——科羅拉多斯龍